# Banyuurip (Gunem)
Banyuurip is een bestuurslaag in het regentschap Rembang van de provincie Midden-Java, Indonesië. Banyuurip telt 1020 inwoners (volkstelling 2010).